# Giuseppe Campari
Giuseppe Campari (Graffignana, 8 de junio de 1892 – Monza, 10 de septiembre de 1933) fue un piloto automovilístico italiano. Era apodado por el nombre en dialecto milanés de Negher (El Negro).

## Biografía
Comenzó su carrera como mecánico para Alfa Romeo, pero pudo demostrar rápidamente sus grandes cualidades como piloto de pruebas, y en 1911 fue llamado para ayudar a Nino Franchini como "mecánico de a bordo" en la "Prueba de Regularidad de Módena" (1500 km en cuatro etapas, cada una con llegada y salida en la ciudad emiliana); y a continuación en la Targa Florio, en el gran circuito de Madonie.
En 1913 comenzó con una buena colocación (5 en conjunto) en la carrera "Parma-Poggio di Berceto", siempre con Alfa Romeo.
En 1920 ganó su primera carrera, la Berceto Parma-Poggio, y a continuación se impuso en el Circuito de Mugello, repitiendo el año siguiente. En 1923 fue promovido a ser parte del equipo de carreras de Alfa Romeo.

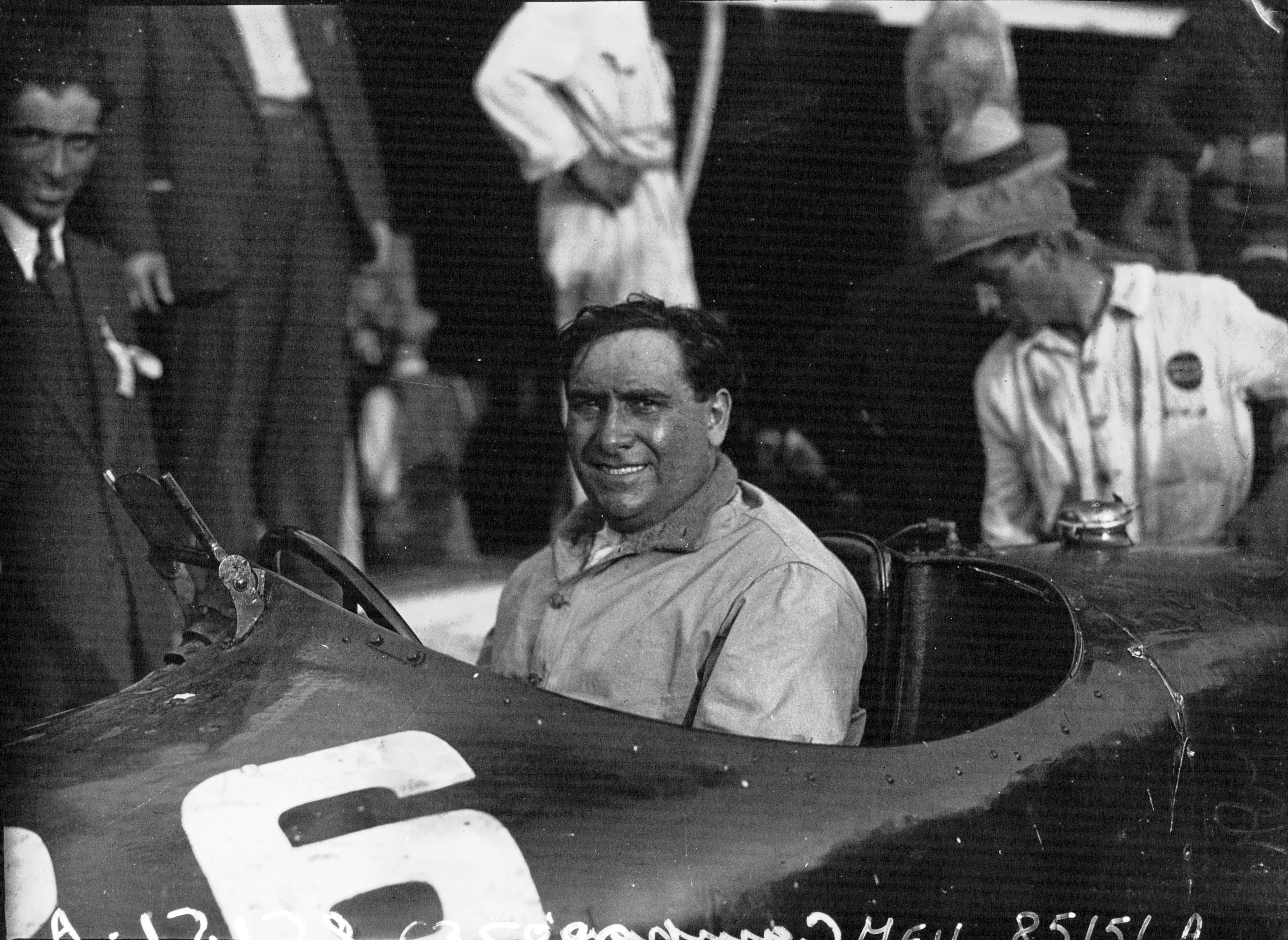
Campari victorioso en el Gran Premio de Italia en 1931

Al año siguiente ganó el Gran Premio de Francia, disputado en Lyon. En 1928 y 1929 se impuso en las Mille Miglia; y en 1928 y 1931 ganó el título de Campeón de Italia. En 1927, 1928 y 1931 ganó tres ediciones de la Coppa Acerbo. Obtuvo una segunda posición en el Gran Premio de Francia en 1933.
La Targa Florio fue la única carrera entre los grandes clásicos que nunca pudo conquistar: en la gran carrera de Sicilia, a la que asistió en trece ocasiones, fue segundo en 1928 y obtuvo cuatro cuartos puestos en 1924, 1929, 1930 y 1931.

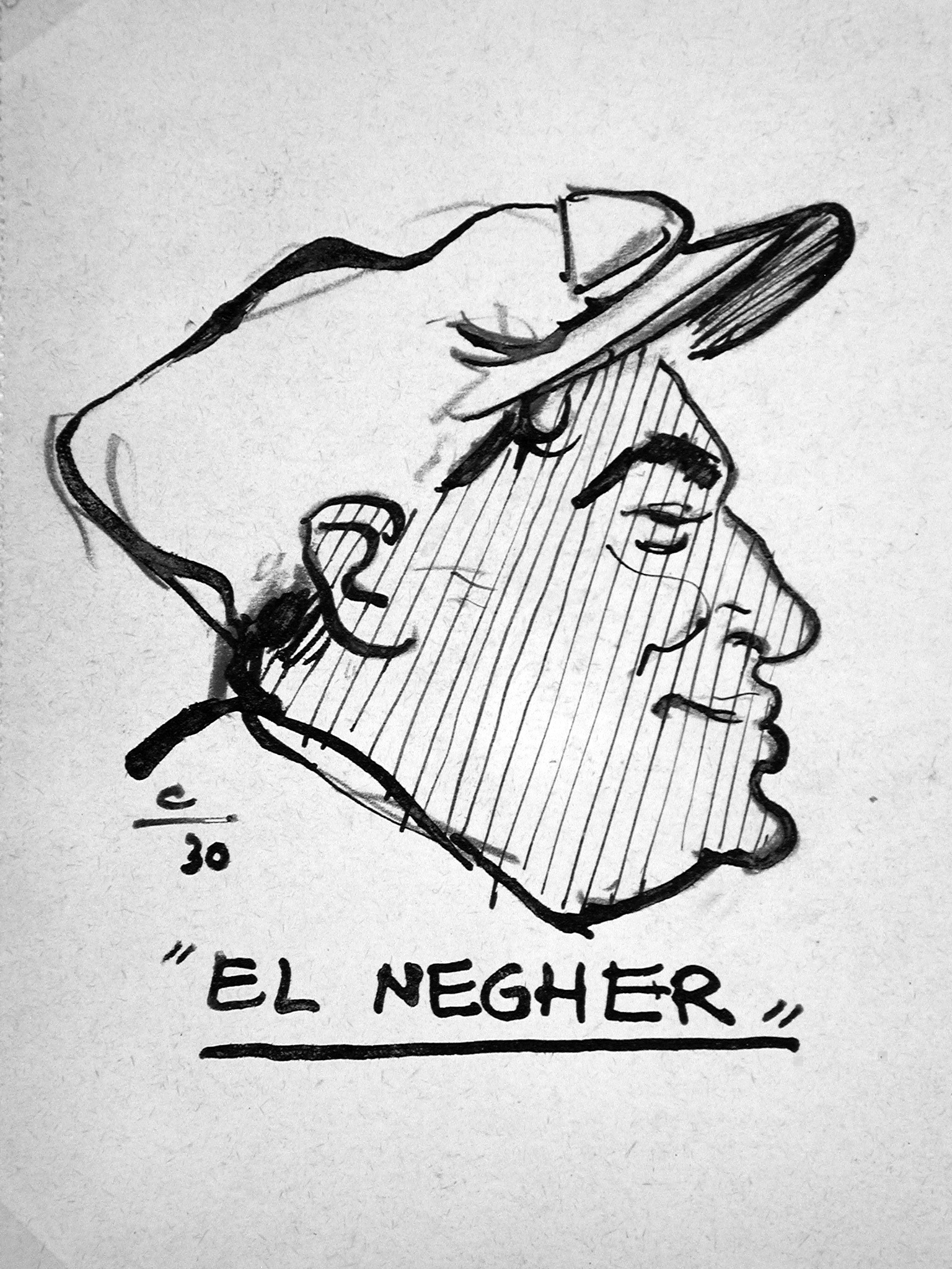
Caricatura de Giuseppe Campari

Amante de la buena comida y de la cocina, y apasionado de la Ópera y cantante por placer, estaba casado desde 1922 con la cantante de ópera Lena Cavalleri (1886-1966) casi homónima de la famosa Lina Cavalieri y confundida por muchos con ella. Tuvieron una hija, Elsa.
Campari murió trágicamente en 1933 en la pista del Autódromo de Monza: durante la segunda serie del Gran Premio de Monza (carrera de apoyo que siguió al Gran Premio de Italia, la prueba más importante), durante la primera vuelta, su bólido pisó una mancha de aceite en la entrada hacia el sur, saliéndose de la calzada y yendo a caer en el foso que flanqueaba la pista, muriendo al instante. En la misma mancha de aceite, detrás de él, se salieron de la pista también Borzacchini, Castelbarco y Barbieri: el primero pudo ser rescatado aún con vida, pero murió poco después, mientras que los otros dos salieron prácticamente ilesos. A pesar de las protestas de los espectadores de la carrera, la prueba no se interrumpió, y en un segundo incidente en el mismo punto de la pista, perdió la vida también el piloto Stanislas Czaykowski.
Los cuerpos de los tres pilotos fueron expuestos en la Casa del Fascio de Monza, donde Benito Mussolini entregó  tres coronas de flores con las palabras "El Duce a Borzacchini", "El Duce a Campari" y "El Jefe de Gobierno a Czaykowski". La cámara ardiente fue vigilada por los piquetes de honor de los trabajadores y los representantes de Maserati y Alfa Romeo.
Giuseppe Campari recibió sepultura permanente en el Cementerio Mayor de Milán, en la misma tumba donde se enterraron los restos de su esposa en 1966.

## En la cultura popular
- Campari es mencionado en la canción Nuvolari de Lucio Dalla.

## Principales victorias

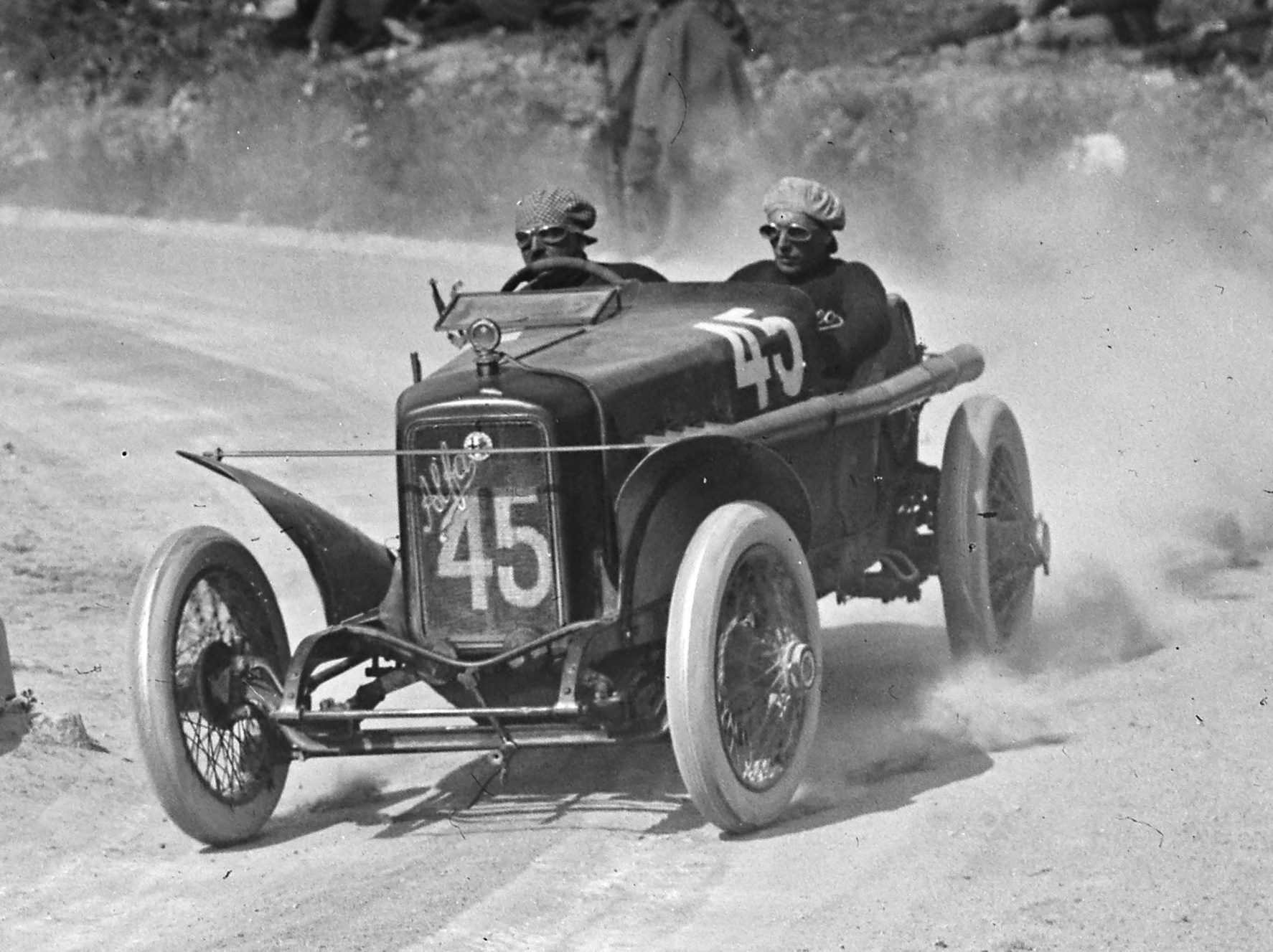
Giuseppe Campari en su Alfa Romeo 40-60 HP en la Targa Florio de 1922

- 1920 Circuito de Mugello, Alfa Romeo 40/60
- 1921 Circuito de Mugello, Alfa Romeo 40/60
- 1924 Gran Premio de l'ACF, Alfa Romeo P2
- 1927 IV Coppa Acerbo Alfa Romeo P2
- 1928 II Coppa Mille Miglia Alfa Romeo 6C-1500
- 1928 V Coppa Acerbo, Alfa Romeo P2
- 1929 III Coppa Mille Miglia, Alfa Romeo 6C-1750
- 1931 Gran Premio de Italia (con Tazio Nuvolari), Alfa Romeo 8C-2300
- 1931 VII Coppa Acerbo, Alfa Romeo Tipo A
- 1933 Gran Premio de l'ACF, Maserati 8C-3000

## Resultados

### Campeonato Europeo de Pilotos
(Clave) (negrita indica pole position) (cursiva indica vuelta rápida)
| Año     | Escudería     | 1     | 2     | 3       | Pos. | Puntos |
| ------- | ------------- | ----- | ----- | ------- | ---- | ------ |
| 1931    | SA Alfa Romeo | ITA 1 | FRA 2 | BEL Ret | 2.º  | 9      |
| 1932    | SA Alfa Romeo | ITA 4 | FRA   | GER     | 9.º  | 20     |
| Fuente: |               |       |       |         |      |        |